# Prospalta gypsina
Prospalta gypsina là một loài bướm đêm trong họ Noctuidae.